# (3326) Agafonikov
(3326) Agafonikov (1985 FL; 1983 WC1; 1979 WA8; 1979 UP4; 1978 GL3; 1974 EP; 1967 GJ; 1964 RO; 1964 RA; 1946 TE; 1931 OB) ist ein ungefähr 14 Kilometer großer Asteroid des äußeren Hauptgürtels, der am 3. Mai 1984 vom tschechischen (damals: Tschechoslowakei) Astronomen Antonín Mrkos (1918–1996) am Kleť-Observatorium auf dem Kleť in der Nähe von Český Krumlov in der Tschechischen Republik (IAU-Code 046) entdeckt wurde. Die Bahnelemente von (3326) Agafonikov ähneln sich mit denen der Asteroiden (4) Vesta, (30) Urania und (51) Nemausa. Die Rotationsperiode des Asteroiden wurde mit 11,5681 Stunden berechnet; diese Beobachtung umfasste jedoch keinen kompletten Rotationszyklus, somit kann sich der Wert vom tatsächlichen Wert ungefähr um 30 Prozent unterscheiden.

## Benennung
(3326) Agafonikov wurde nach Askold Michailowitsch Agafonnikow (russisch Аскольд Михайлович Агафонников, englisch Askold Mikhailovich Agafonikov, wissenschaftliche Transliteration Askol’d Michajlovič Agafonnikov) benannt, der Navigator der Dritten Sowjetischen Antarktisexpedition war. Auf dieser Expedition arbeitete er mit dem Entdecker des Asteroiden, Antonín Mrkos, zusammen.